# Chartreuse de Szczecin
La chartreuse de La Grâce-Dieu était un monastère de moines chartreux fondé en 1360 à Grabow, dans la banlieue de Szczecin. C'était la première chartreuse sur la côte balte, supprimée en 1538. Par la suite, l'édifice abrita une forteresse (Aderburg), mais ce château fut détruit par les Suédois lors de la Guerre de Trente Ans. 

## Histoire
Barnim III, duc de Poméranie, fonde en 1360 la chartreuse de la Grâce-de-Dieu dans les environs de Szczecin, sa capitale, non loin de la mer Baltique, près du village de Grabow, sur les rives de l'Oder, au diocèse de Camin, sur une hauteur.
Dès 1354, les premiers religieux du nouveau monastère viennent de la chartreuse de Prague.
Elle contracte une association spirituelle avec la Gdańsk, renouvelée en 1443. Jean Marsan, bienfaiteurs de la chartreuse, fait, en 1449, donation de 400 florins du Rhin.
La communauté de Szczecin a probablement cessé d'exister, avec d'autres chartreuses de la même région, vers 1524, l'ordre des chartreux revendique ses droits aussi longtemps qu'il peut, en nommant encore des prieurs pour les monastères confisqués. En 1538, Barnim IX, Duc de Poméranie-Szczecin signe un contrat avec les moines pour remettre la chartreuse et la faire convertir en château, le château d'Oderburg, appelé aussi Aderburg, où il meurt, en 1573.
Au début du XVIIe siècle, Philippe II, duc de Poméranie-Szczecin , fournit au château sa vaste collection de peintures. Dans les années 1619-1620, Sidonia von Borcke, Sidonia the Sorceress, est emprisonnée à Oderburg, plus tard condamnée et exécutée pour sorcellerie présumée.
Le château d'Oderburg est détruit par les Suédois pendant la guerre de Trente Ans. Au début du XIXe siècle, on voit encore quelques murs et les caves d'Oderburg. Vers la fin du même siècle, il y a là une école, et, à côté, la villa d'un marchand de Szczecin avec un grand jardin. Dans cet espace se retrouve à peu près tout le terrain de la chartreuse. Les immeubles de bureaux du chantier naval de Szczecin sont situés sur le site du monastère et du château. Les documents du monastère se trouvent aux Archives d'État de Greifswald.

## Note et référence

### Note
- (de) Cet article est partiellement ou en totalité issu de l’article de Wikipédia en allemand intitulé « Kartäuserkloster Grabow » (voir la liste des auteurs).

### Référence
1. 1 2 3  Anonyme 1919.